# Uzina Mecanică Orăștie
Uzina Mecanică Orăștie (UMO) a fost o companie producătoare de armament din România, înființată în anul 2003, în urma reorganizării prin divizare parțială a Companiei Naționale Romarm.
A fost desființată în decembrie 2007, când mai avea 115 de angajați, din 15.000 câți avea în 1990.
La momentul închiderii companiei, aceasta era deținută de AVAS, care a fost acuzată de liderii sindicali că a vândut terenul pe care se afla fabrica la un preț subevaluat.
După 1996, Statul Român a investit în Turnătoria unității (linia tehnologică de fabricare a tuburilor din fontă ductilă) peste 35 milioane euro fără să salveze sau să creeze un singur loc de muncă.
Secția respectivă dispunea de două mașini cu o capacitate de circa 40.000 de tone de țevi din fontă ductilă anual, de proveniență germană, de la firma Fritz Werner.